# Ohrmarke

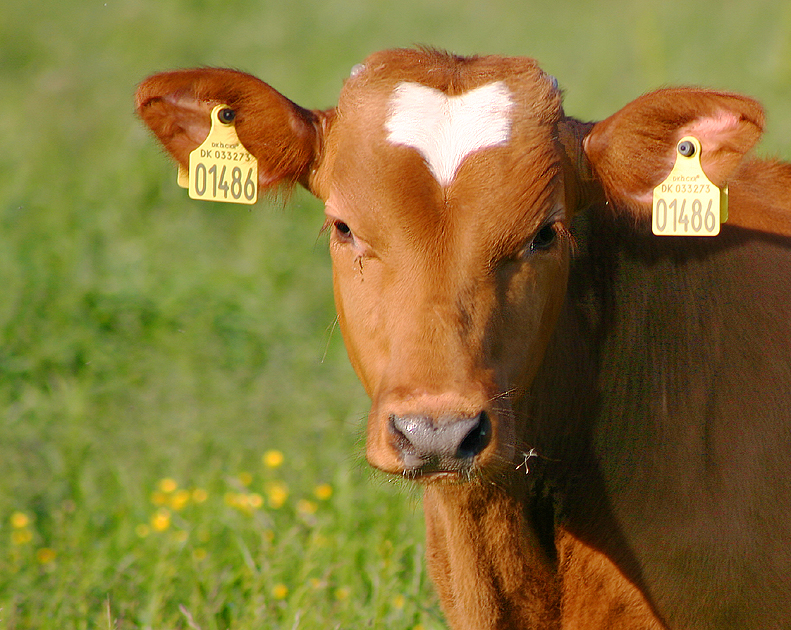
Kalb mit Ohrmarken (in Dänemark, 2005)

Eine Ohrmarke dient der amtlichen oder betriebsinternen Kennzeichnung  von Haus- und Nutztieren. In der EU sind alle Hausrinder, Büffel sowie Ziegen und Schafe mit Ohrmarken zu kennzeichnen. Bei Rindern und Büffeln wird je eine Ohrmarke am rechten und linken Ohr befestigt. Seit Juli 2005 gilt dies auch für Ziegen und Schafe, wobei die zweite Ohrmarke durch eine andere Kennzeichnungsart ersetzbar ist. Schweine sind in der EU mit einer Ohrmarke zu kennzeichnen.

## Aussehen in der EU
In der Europäischen Union wurde durch die Verordnung Nr. 2629/97 die Beschriftung der amtlichen Ohrmarke für Rinder festgeschrieben. Zuerst enthält sie das zweistellige Kürzel des Mitgliedstaates, in dem der Betrieb ansässig ist, bei dem das betreffende Tier gekennzeichnet wurde. Danach folgt ein maximal zwölfstelliger numerischer Code, der das Tier eindeutig identifiziert. Weiterhin ist der Name, der Code oder das Symbol der zuständigen Behörde bzw. der zuständigen Zentralbehörde des Mitgliedstaats, die die Ohrmarke vergeben hat, angegeben. Außerdem darf ein zusätzlicher Strichcode aufgebracht sein. Die Ohrmarken müssen aus biegsamem Kunststoff bestehen, fälschungssicher und nicht wiederverwendbar sein. Zudem gilt für die aufgebrachten Angaben, dass diese unauslöschbar und während der gesamten Lebenszeit des Tieres gut leserlich sein müssen. Als Rindviehhalter ist man in Deutschland dazu verpflichtet, verlorengegangene Ohrmarken unverzüglich zu ersetzen.

## Aussehen bei den samischen Rentierzüchtern

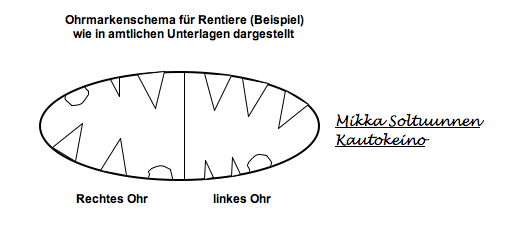
Ohrkerbenschema für Rentiere

Rentierzüchter in „Lappland“ (richtig: Sápmi) kennzeichnen ihre Rentiere traditionell mit Kerben in den Ohren der Tiere. Dabei werden unterschiedliche Kombinationen von kleinen, größeren und runden Kerben an der Ohroberkante und -unterkante eingeschnitten. Beide Ohren weisen unterschiedliche Kerbenkombinationen auf. Die Kerbmuster sind amtlich registriert. Diese Form der Kennzeichnung ermöglicht nur die Zuordnung zum Besitzer des Tieres. Der Vorteil liegt aber eindeutig darin, dass außer einem Messer kein weiteres Hilfsmittel verwendet werden muss. In letzter Zeit werden aber zunehmend Ohrmarken eingesetzt, die denen in der EU ähnlich sind. 

## Anbringung von Ohrmarken

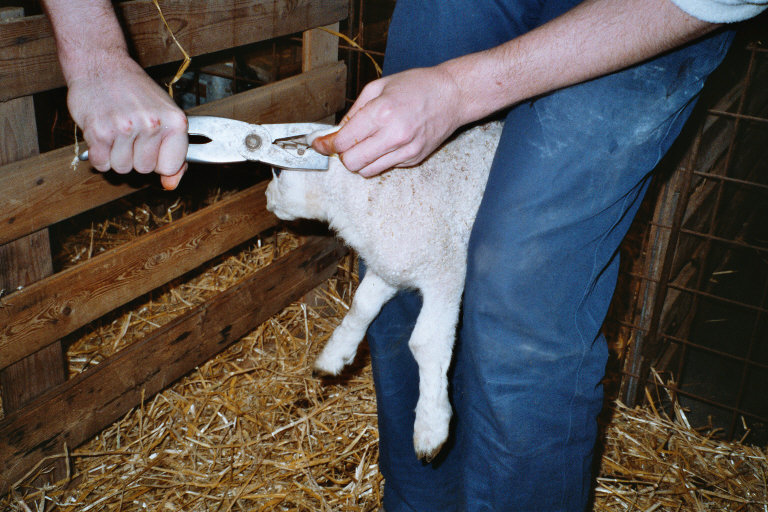
Belgisches Lamm beim Stechen einer Ohrmarke

Ohrmarken werden in der Regel in den ersten Lebenstagen angebracht, um später die genaue Identität und auch Herkunft des Tieres nachweisen zu können. Jedem Rind wird seit 28. Oktober 1995 eine Lebendohrmarkennummer als Identitätskennzeichen bei der Geburt zugeteilt.
In Deutschland ist nach der Viehverkehrsverordnung die Kennzeichnung bei Rindern in den ersten sieben Tagen nach der Geburt, bei Schafen und Ziegen in den ersten neun Monaten und bei Schweinen nach dem Absetzen oder spätestens bei Verlassen des Betriebes, in dem sie geboren wurden durch den Halter vorzunehmen oder vornehmen zu lassen, dem die Ohrmarken im Voraus durch die zuständige Behörde oder beauftragte Stelle zugeteilt wurden. Verliert das Tier die Ohrmarke oder wird sie unleserlich, ist sie umgehend zu ersetzen; außer bei der Schlachtung darf sie auch nach dem Tod nicht ohne behördliche Genehmigung vom Körper getrennt werden.

## Wildmarken
Wildmarken werden zur Kennzeichnung von Wild in einigen Ländern als Ohrmarken verwendet. „Bei Schalenwild, das für die Behandlung in einer Tierkörperbeseitigungsanstalt vorgesehen ist, erfolgt die Anbringung der Wildmarke am Ohr.“